# Педесет заблуда манихејских у Босни
Педесет заблуда манихејских у Босни је назив документа који је 1461. године саставио кардинал Хуан де Торкемада, инквизитор, стриц шпанског великог инквизитора Томаса де Торкемаде. 
Те године доведена су у оковима у Рим три босанска великаша ("три првака јереси моћна на краљеву двору"), и то: Ђуро Качинић, Стојшан Твртковић и Радмил Воћинић. Они су натерани да се пред папом свечано одрекну својих „манихејских заблуда“. Саслушао их је сам Торкемада, па је на темељу тога саставио абјурацију с пописом „педесет заблуда манихејских у Босни“. Овај документ је против босанских хришћана коришћен као оптужни материјал, а „заблуде“ су схваћене као греси против католичких догми. 
Углавном се сматра да гледишта босанских хришћана (богумила), који се овде оптужују за јерес манихејизма, нису веродостојно изнесена. Али, у недостатку других извора, овај документ се може критички користити за сагледавање богумилског учења. Инквизиција тако оптужује босанске хришћане да верују у постојење два Бога, да не признају Стари завет и пророке, да су они једини прави наследници апостола, да називају Римску цркву црквом идола, итд.